# Balad Air Base
Balad Air Base (arabiska: قاعدة بلد الجوية) är en flygplats i Irak.   Den ligger i distriktet Balad District och provinsen Saladin, i den centrala delen av landet, 70 km norr om huvudstaden Bagdad. Balad Air Base ligger 51 meter över havet.
Terrängen runt Balad Air Base är mycket platt. Runt Balad Air Base är det ganska tätbefolkat, med 58 invånare per kvadratkilometer. Närmaste större samhälle är Dujail, 16,8 km sydväst om Balad Air Base. Trakten runt Balad Air Base består till största delen av jordbruksmark.